# Parafia św. Franciszka z Asyżu w Łodzi (archidiecezja łódzka)
Parafia św. Franciszka z Asyżu w Łodzi – parafia rzymskokatolicka znajdująca się w archidiecezji łódzkiej w dekanacie Łódź-Retkinia-Ruda.
Erygowana w 1932. Mieści się przy ulicy Przyszkole.
Kościół parafialny wybudowany w latach 1929–1932.

## Proboszczowie
Źródło: strona parafii
- ks. Kajetan Nasierowski (1932–1937)
- ks. Franciszek Psonka (1938–1942)
- ks. Stanisław Szabelski (1945–1959)
- ks. Jan Fijałkowski (1950–1974)
- ks. Jan Wiktorowski (1974–2008)
- ks. Wiesław Dura (2008–2019)
- ks. Robert Kaczmarek (2019–2023)
- ks. Andrzej Michalak (od 2023)